# Цимбалар Ілля Володимирович
Ілля́ Володи́мирович Ци́мбалар (рос. Илья Владимирович Цымбаларь; також відомий, як Ци́ля (рос. Цыля); 17 червня 1969, Одеса, СРСР — 28 грудня 2013, Одеса, Україна) — радянський, український та російський футболіст, лівий півзахисник, нападник. Майстер спорту Росії.
Насамперед відомий виступами за одеські СКА та «Чорноморець», а також московський «Спартак», а також національну збірну України та національну збірну Росії. У складі цих та інших команд: шестиразовий чемпіон Росії, триразовий володар кубку Росії, володар кубку України, володар кубку Федерації футболу СРСР, учасник чемпіонатів світу 1994 та Європи 1996 з футболу у складі збірної Росії. Учасник першого в історії матчу збірної України.
По завершенні ігрової кар'єри Цимбалар став футбольним тренером. Відомий, як голова тренерських штабів таких футбольних клубів, як «Хімки», «Спартак-МЖК» та «Нижній Новгород». Також він працював у таких клубах, як ярославльський «Шинник» та дублю московського «Спартака». Також він працював на посаді віце-президента махачкалінського «Анжі».
У вересні 2014 року на честь Іллі Цимбаларя відкрили зірку під його іменем на Алеї слави «Чорноморця», яка знаходиться в Парку Шевченка.

## Життєпис

### Клубна кар'єра

#### Перші роки
Вихованець СДЮШОР «Чорноморець» імені А. Ф. Зубрицького, перший тренер — Г. Ф. Кривенко. Випускник Київського спортінтернату. У дорослому футболі Ілля дебютував 1986 року виступами за місцеву команду — «Чорноморець», проте, грав лише у дублюючому складі, після чого ненадовго перебрався в аматорську команду «Динамо», яка була також з Одеси.

#### «Чорноморець»
1987 року Цимбалар мав пройти військову службу. Однак, так як юнак грав у футбол, він був відправлений до місцевого футбольного клубу СКА, де грав до 1989 року. Своєю грою за останню команду знову привернув увагу представників тренерського штабу «Чорноморця», до складу якого повернувся того ж року, по закінченні військової служби. На той час клуб, як і минулого разу, грав у вищій лізі чемпіонату СРСР, а головував команду один з найкращих тренерів України того часу — Віктор Прокопенко.
Повернувшись у клуб молодик майже одразу отримав місце в основному складі команди. Першого ж року перебування у новій команді, Цимбалар разом з іншими «моряками» виграв один з найбільш відомих неофіційних футбольних призів «Кубок прогресу», який надавався команді за найкращий показник прогресу між нинішнім та минулим сезонами. Того року «Чорноморець» зайняв шосте місце у чемпіонаті, що дало можливість команді зіграти наступного року у розіграші кубку УЄФА 1990—1991 років.
Свій перший матч у єврокубковому турніру Ілля відіграв 19 серпня 1990 року. Того року під час жеребкування в 1/32 фіналу морякам випав норвезький «Русенборг» з міста Тронгейм. Вже на третій хвилині матчу Цимбалар під дощем на Центральному стадіоні ЧМП відкрив рахунок, а іще три голи забили українці, Іван Гецко та Георгій Кондратьєв а також норвежець, Геран Серлот. Того дня українська команда виграла з рахунком 3:1. Того сезону одесити дійшли до 1/8 фіналу кубку СРСР та посіли дев'яте місце у чемпіонаті. У Кубку УЄФА «Чорноморець» разом із Іллєю, того сезону пройшов норвезьку команду, однак, у наступному раунді вилетів від футбольного клубу «Монако».
Цього разу Ілля відіграв за одеську команду наступні чотири з половиною сезони своєї ігрової кар'єри.

#### «Спартак»
На початку 1993 року Цимбалар уклав контракт з московським «Спартаком», у складі якого провів наступні сім сезонів своєї кар'єри гравця. Граючи у складі «червоно-білих», також здебільшого виходив на поле в основному складі команди. Тільки наприкінці сезону 1999 року Ілля покинув команду. У складі цієї команди Ілля шість разів ставав чемпіоном країни та двічі ставав володарем кубку.
|                  | Все сниться: і тренування, і ігри. Забиваю частенько та весь час у червоно-білій формі. Та й взагалі, "Спартак" здебільшого сниться. Все ж найкращі роки пройшли у цій команді… Оригінальний текст (рос.) …Все снится: и тренировки, и игры. Забиваю частенько и все время в красно-белой форме. Да и вообще, "Спартак" в основном снится. Все-таки лучшие годы прошли в этой команде… |
| — Ілля Цимбалар, | |

#### «Локомотив» та «Анжі»
Протягом сезону 2000 року захищав кольори ще однієї московської команди — «Локомотив».
Завершив професійну ігрову кар'єру в «Анжі», за який виступав протягом 2001—2002 років.

### Збірна
1992 року зіграв три товариські матчі за збірну України.
Згодом, Цимбалар прийняв пропозицію Федерації футболу Росії приєднатися до національної збірної і 1994 року дебютував в офіційних матчах у складі цієї команди. Пізніше за зміну громадянства Олег Лужний назвав Цимбаларя зрадником України.
У складі збірної Росії був учасником чемпіонату світу 1994 року у США та чемпіонату Європи 1996 року в Англії.
Протягом кар'єри у збірній Росії, яка тривала 6 років, провів у формі головної команди країни 28 матчів, забивши 4 голи.

#### Матчі
| 01 | 29 квітня 1992 | Ужгород     | Авангард                     | Угорщина | 1-3 | Товариський матч |  |  |  |
| 02 | 27 червня 1992 | Піскатавей  | Стадіон університету Ратгерс | США      | 0-0 | Товариський матч |  |  |  |
| 03 | 26 серпня 1992 | Ньїредьхаза | Вароші                       | Угорщина | 1-2 | Товариський матч |  |  |  |

Всього: 3 матчі; 1 нічия, 2 поразки.
| 01 | 20 квітня 1994    | Бурса         | Кемаль Ататюрк       | Туреччина         | 1-0 | Товариський матч         |     |     |  |
| 02 | 29 травня 1994    | Москва        | Лужники              | Словаччина        | 2-1 | Товариський матч         | 59' | ЖК  |  |
| 03 | 20 червня 1994    | Сан-Франциско | Стенфорд             | Бразилія          | 0-2 | ЧС 1994, груповий етап   |     | ЖК  |  |
| 04 | 28 червня 1994    | Сан-Франциско | Стенфорд             | Камерун           | 6-1 | ЧС 1994, груповий етап   |     |     |  |
| 05 | 17 серпня 1994    | Клаґенфурт    | Вертерзеештадіон     | Австрія           | 3-0 | Товариський матч         |     |     |  |
| 06 | 7 вересня 1994    | Москва        | Лужники              | Німеччина         | 0-1 | Товариський матч         |     |     |  |
| 07 | 12 жовтня 1994    | Москва        | Лужники              | Сан-Марино        | 4-0 | Євро 1996, кваліфікація  |     |     |  |
| 08 | 8 березня 1995    | Братислава    | Лужники              | Словаччина        | 1-2 | Товариський матч         |     |     |  |
| 09 | 16 серпня 1995    | Гельсінкі     | Олімпійський стадіон | Фінляндія         | 6-0 | Євро 1996, кваліфікація  |     |     |  |
| 10 | 6 вересня 1995    | Тофтір        | Свангаскар           | Фарерські острови | 5-2 | Євро 1996, кваліфікація  | 83' | ЖК  |  |
| 11 | 11 жовтня 1995    | Москва        | Лужники              | Греція            | 2-1 | Євро 1996, кваліфікація  |     |     |  |
| 12 | 15 листопада 1995 | Москва        | Лужники              | Фінляндія         | 3-1 | Євро 1996, кваліфікація  |     |     |  |
| 13 | 27 березня 1996   | Дублін        | Ленсдаун Роуд        | Ірландія          | 2-0 | Товариський матч         |     |     |  |
| 14 | 25 травня 1996    | Доха          | Халіфа               | Катар             | 5-2 | Товариський матч         |     |     |  |
| 15 | 29 травня 1996    | Москва        | Динамо               | ОАЕ               | 1-0 | Товариський матч         |     |     |  |
| 16 | 2 червня 1996     | Москва        | Динамо               | Польща            | 2-0 | Товариський матч         |     |     |  |
| 17 | 11 червня 1996    | Ліверпуль     | Енфілд               | Італія            | 1-2 | Євро 1996, груповий етап | 21' |     |  |
| 18 | 16 червня 1996    | Манчестер     | Олд Траффорд         | Німеччина         | 0-3 | Євро 1996, груповий етап |     |     |  |
| 19 | 19 червня 1996    | Ліверпуль     | Енфілд               | Чехія             | 3-3 | Євро 1996, груповий етап |     | 28' |  |
| 20 | 10 лютого 1997    | Гонконг       | Гонконг Стедіум      | Швейцарія         | 2-1 | Товариський матч         |     |     |  |
| 21 | 29 березня 1997   | Паралімні     | Дімотіко             | Кіпр              | 1-1 | ЧС 1998, кваліфікація    |     |     |  |
| 22 | 22 квітня 1998    | Москва        | Локомотив            | Туреччина         | 1-0 | Товариський матч         |     |     |  |
| 23 | 30 травня 1998    | Тбілісі       | Національний стадіон | Грузія            | 1-1 | Товариський матч         |     |     |  |
| 24 | 27 березня 1999   | Єреван        | Раздан               | Вірменія          | 3-0 | Євро 2000, кваліфікація  |     |     |  |
| 25 | 31 березня 1999   | Москва        | Локомотив            | Андорра           | 6-1 | Євро 2000, кваліфікація  | 59' |     |  |
| 26 | 19 травня 1999    | Тула          | Арсенал              | Білорусь          | 1-1 | Товариський матч         |     |     |  |
| 27 | 5 червня 1999     | Сен-Дені      | Стад де Франс        | Франція           | 3-2 | Євро 2000, кваліфікація  |     |     |  |
| 28 | 9 червня 1999     | Москва        | Динамо               | Ісландія          | 1-0 | Євро 2000, кваліфікація  |     |     |  |

Всього: 28 матчів; 19 перемог, 3 нічиї, 6 поразок.

### Тренерська кар'єра
Завершивши ігрову кар'єру, Цимбалар став віце-президентом клубу «Анжи». З 2003 по серпень 2004 року очолював дублюючий склад московського «Спартака». З вересня по листопад 2004 року був тренером «Хімок».
10 червня 2006 року Ілля Цимбалар став головним тренером команди «Спартак-МЖК» з Рязані і в цьому ж сезоні вивів клуб в перший дивізіон. За підсумками сезону він був визнаний найкращим тренером Другого дивізіону зони «Центр». У грудні 2006 року керівництво команди не зуміло досягти домовленості з тренером про продовження контракту, і він покинув Рязань.
З лютого 2008 року Цимбалар був головним тренером футбольного клубу «Нижній Новгород», який 2008 року почав виступи у Другому дивізіоні. На цій посаді він змінив іншого молодого тренера, також учасника чемпіонату світу 1994 року, Дмитра Кузнєцова, який пропрацював з командою менше двох місяців.
23 червня 2008 рока за сімейними обставинами — у зв'язку зі смертю матері — залишив посаду головного тренера ФК «Нижній Новгород». Восени повернувся до тренерського штабу нижньогородського клубу. 29 листопада 2008 року знову призначений головним тренером. У січні 2009 знову пішов з посади, за власним бажанням.
22 грудня 2009 року призначений помічником Ігоря Ледяхова, що став в той же день головним тренером ярославського «Шинника». 11 травня 2010 контракт з Ледяхова був розірваний за обопільною згодою. Разом з Ледяховим покинув «Шинник» і весь тренерський штаб клубу, в тому числі Цимбалар.
16 грудня 2010 року став старшим тренером «Хімок»., але вже 31 березня 2011 року контракт Цимбаларя з клубом був розірваний за обопільною згодою.
В останні роки був без роботи, грав за ветеранів «Спартака». Потім повернувся до рідної Одеси.

### Смерть
28 грудня 2013 року футбольний агент Роман Орещук повідомив в Твіттері, що Ілля Цимбалар пішов з життя. Причиною смерті стала хвороба серця. За свідченнями свояка Цимбаларя, Геннадія Нижегородова, Ілля помер вдома від серцевого нападу.

## Статистика виступів
| Клуб | Ліга              | Сезон             | Чемпіонат | Чемпіонат | Кубок | Кубок | Єврокубки | Єврокубки | Інші змагання | Інші змагання | Інші змагання | Всього | Всього |
| Клуб | Ліга              | Сезон             | Ігор      | Голів     | Ігор  | Голів | Ігор      | Голів     | Назва         | Ігор          | Голів         | Ігор   | Голів  |
| --- | ----------------- | ----------------- | --------- | --------- | ----- | ----- | --------- | --------- | ------------- | ------------- | ------------- | ------ | ------ |
| «Анжі»                                                                                                  | ВЛ                | 2002              | 8         | 1         | 0     | 0     | -         | -         | -             | -             | -             | 8      | 1      |
| «Анжі»                                                                                                  | ВЛ                | 2001              | 8         | 0         | 2     | 0     | 1         | 0         | -             | -             | -             | 11     | 0      |
| «Анжі»                                                                                                  | Всього            | Всього            | 16        | 1         | 2     | 0     | 1         | 0         |               | 0             | 0             | 19     | 1      |
| «Локомотив» М                                                                                           | ВЛ                | 2000              | 10        | 0         | 3     | 2     | 1         | 1         | ФК            | 5             | 0             | 19     | 3      |
| «Локомотив» М                                                                                           | Всього            | Всього            | 10        | 0         | 3     | 2     | 1         | 1         |               | 5             | 0             | 19     | 3      |
| «Спартак» Мс                                                                                            | ВЛ                | 1999              | 11        | 2         | 0     | 0     | 4         | 0         | -             | -             | -             | 15     | 2      |
| «Спартак» Мс                                                                                            | ВЛ                | 1998              | 29        | 10        | 5     | 4     | 12        | 5         | -             | -             | -             | 46     | 19     |
| «Спартак» Мс                                                                                            | ВЛ                | 1997              | 11        | 4         | 2     | 0     | 3         | 0         | -             | -             | -             | 16     | 4      |
| «Спартак» Мс                                                                                            | ВЛ                | 1996              | 21        | 9         | 2     | 0     | 5         | 0         | -             | -             | -             | 28     | 9      |
| «Спартак» Мс                                                                                            | ВЛ                | 1995              | 21        | 8         | 1     | 0     | 6         | 1         | -             | -             | -             | 28     | 9      |
| «Спартак» Мс                                                                                            | ВЛ                | 1994              | 27        | 6         | 4     | 0     | 7         | 0         | ФК            | 1             | 0             | 39     | 6      |
| «Спартак» Мс                                                                                            | ВЛ                | 1993              | 26        | 3         | 1     | 0     | 6         | 2         | ФК            | 4             | 1             | 37     | 6      |
| «Спартак» Мс                                                                                            | Всього            | Всього            | 146       | 42        | 15    | 4     | 43        | 8         |               | 5             | 1             | 209    | 55     |
| / «Чорноморець» О                                                                                       | ВЛ                | 92-93             | 14        | 1         | 2     | 0     | -         | -         | -             | -             | -             | 16     | 1      |
| / «Чорноморець» О                                                                                       | ВЛ                | 1992              | 17        | 5         | 6     | 2     | 4         | 2         | -             | -             | -             | 27     | 9      |
| / «Чорноморець» О                                                                                       | ВЛ                | 1991              | 30        | 4         | 3     | 1     | -         | -         | -             | -             | -             | 33     | 5      |
| / «Чорноморець» О                                                                                       | ВЛ                | 1990              | 24        | 3         | 5     | 0     | 4         | 1         | КФФ           | 6             | 1             | 39     | 5      |
| / «Чорноморець» О                                                                                       | ВЛ                | 1989              | 15        | 1         | 3     | 0     | -         | -         | -             | -             | -             | 18     | 1      |
| / «Чорноморець» О                                                                                       | Всього            | Всього            | 100       | 14        | 19    | 3     | 8         | 3         |               | 6             | 1             | 133    | 21     |
| СКА Одеса                                                                                               | 2Л                | 1989              | 18        | 4         | 2     | 0     | -         | -         | -             | -             | -             | 20     | 4      |
| СКА Одеса                                                                                               | 2Л                | 1988              | 45        | 7         | 1     | 0     | -         | -         | -             | -             | -             | 46     | 7      |
| СКА Одеса                                                                                               | 2Л                | 1987              | 20        | 2         | 0     | 0     | -         | -         | -             | -             | -             | 20     | 2      |
| СКА Одеса                                                                                               | Всього            | Всього            | 83        | 13        | 3     | 0     | 0         | 0         |               | 0             | 0             | 86     | 13     |
| «Чорноморець» О                                                                                         | ВЛ                | 1986              | 0         | 0         | 0     | 0     | -         | -         | ПД            | 2             | 0             | 2      | 0      |
| «Чорноморець» О                                                                                         | Всього            | Всього            | 0         | 0         | 0     | 0     | 0         | 0         |               | 2             | 0             | 2      | 0      |
| Всього за кар'єру                                                                                       | Всього за кар'єру | Всього за кар'єру | 355       | 70        | 42    | 9     | 53        | 12        |               | 18            | 2             | 459    | 93     |
| ВЛ — вища ліга; ПД — першість дублерів; 2Л — друга ліга; ФК — фарм-клуб; КФФ — кубок Федерації футболу. |                   |                   |           |           |       |       |           |           |               |               |               |        |        |

## Особисте життя
Живучи в Одесі, ще за радянських часів, футболіст проживав на вулиці Енгельса, 26 (нині вулиця Маразліївська), навпроти Центрального стадіону ЧМП.
Цимбалар був свояком колишнього футболіста Геннадія Нижегородова, його дружина, Ірина — сестра Геннадія. Окрім того Цимбалар хрещений батько дітей Нижегородова. Також у Іллі Володимировича було два сини — Сергій (18.12.1988) та Олег (20.04.1990). До речі, їхні хрещені батьки колишні колеги Іллі Володимировича — Сергій Гусєв і брати Олександр та Юрій Никифорови. Обидва цікавилися футболом і грали у СДЮШОР «Спартак». Сергій був нападником московського «Спартака» та молодіжної команди «Спартака», потім грав в Україні, за «Чорноморець-2» з Одеси та основну команду одеського «Чорноморця». Не досягши успіху у футболі, 2008 року Сергій Ілліч почав грати за команди з чемпіонату Одеської області. Поступив на навчання Московську академію фізичної культури. Олег був півзахисником молодіжної команди московських клубів «Спартака» та «Ніки», а також підмосковних «Хімок».

## Титули та досягнення

### Командні

#### Офіційні

##### СРСР
«Чорноморець» Одеса:
- Володар Кубку Федерації футболу СРСР: 1990.

##### Україна
«Чорноморець» Одеса:
- Бронзовий призер Чемпіонату України: 1992–1993.
- Володар Кубку України: 1992.

##### Росія
«Спартак» Москва:
- Золотий призер Чемпіонату Росії: 1993, 1994, 1996, 1997, 1998, 1999.
- Бронзовий призер Чемпіонату Росії: 1995.
- Володар Кубку Росії: 1994, 1998.
- Фіналіст Кубку Росії: 1996.

«Локомотив» Москва:
- Срібний призер Чемпіонату Росії: 2000.
- Володар Кубку Росії: 2000.

«Анжі»:
- Фіналіст Кубку Росії: 2001.

##### Європата інші міжнародні призи
«Спартак» Москва:
- Півфіналіст Кубку УЄФА: 1997–1998.
- Півфіналіст Кубку володарів кубків УЄФА: 1992–1993.
- Володар Кубку Співдружності: 1993, 1994, 1995, 1999.
- Фіналіст Кубку Співдружності: 1997, 1998.

#### Неофіційні
«Чорноморець» Одеса:
- «Гроза авторитетів»: 1991.
- «Крупного рахунку»: 1991.
- «Кубок прогресу»: 1989, 1991.
- «Справедливої гри»: 1991.

### Індивідуальні
- Футболіст року в Росії за версією журналу «Спорт-Экспресс»: 1995
- Футболіст року в Росії за результатами опитування тижневика «Футбол» : 1995
- У списках 33 найкращих футболістів чемпіонату Росії: № 1 — 1994, 1995, 1996, 1998; № 2 — 1993
- Журі конкурсу «чемпіонату Росії з футболу — 20 років» визнало найкращим правим півзахисником російських чемпіонатів 1992—2012 років.[22]